# 羅盤座θ
羅盤座θ（拉丁語：Pyxidis θ），又名CD-25 7114，HD 80874、SAO 177322、HR 3718，是羅盤座的一颗恒星，视星等为4.72，位于銀經254.81，銀緯16.72，其B1900.0坐标为赤經9h 17m 3.9s，赤緯-25° 16.72′ 23″。